# Jakub Houška
Jakub Houška (Most, 30 luglio 1982) è un cestista e allenatore di pallacanestro ceco.
Alto 206 cm, gioca come centro.

## Carriera
Con la Rep. Ceca ha disputato i Campionati europei del 2007.